# جان یواخیم
جان یواخیم (انگلیسی: John Joachim; ۸ آوریل ۱۸۷۴ – ۲۱ اکتبر ۱۹۴۲) قایقران روئینگ اهل ایالات متحده آمریکا بود.